# Элк (округ, Канзас)
Элк (англ. Elk County) — округ в штате Канзас, США. Официально образован 25 марта 1875 года. По состоянию на 2010 год, численность населения составляла 2 882 человека.

## География
По данным Бюро переписи США, общая площадь округа равняется 1 683,502 км2, из которых 1 667,962 км2 суша и 16,058 км2 или 1,000 % это водоёмы.

## Население
По данным переписи населения 2000 года в округе проживает 3 261 жителей в составе 1 412 домашних хозяйств и 923 семей. Плотность населения составляет 2,00 человека на км2. На территории округа насчитывается 1 860 жилых строений, при плотности застройки около 1,00-го строения на км2. Расовый состав населения: белые — 95,06 %, афроамериканцы — 0,21 %, коренные американцы (индейцы) — 0,95 %, азиаты — 0,18 %, гавайцы — 0,06 %, представители других рас — 1,20 %, представители двух или более рас — 2,33 %. Испаноязычные составляли 2,18 % населения независимо от расы.
В составе 24,40 % из общего числа домашних хозяйств проживают дети в возрасте до 18 лет, 56,00 % домашних хозяйств представляют собой супружеские пары проживающие вместе, 6,10 % домашних хозяйств представляют собой одиноких женщин без супруга, 34,60 % домашних хозяйств не имеют отношения к семьям, 32,90 % домашних хозяйств состоят из одного человека, 18,60 % домашних хозяйств состоят из престарелых (65 лет и старше), проживающих в одиночестве. Средний размер домашнего хозяйства составляет 2,25 человека, и средний размер семьи 2,84 человека.
Возрастной состав округа: 22,50 % моложе 18 лет, 5,80 % от 18 до 24, 20,00 % от 25 до 44, 26,50 % от 45 до 64 и 26,50 % от 65 и старше. Средний возраст жителя округа 46 лет. На каждые 100 женщин приходится 91,50 мужчин. На каждые 100 женщин старше 18 лет приходится 91,70 мужчин.
Средний доход на домохозяйство в округе составлял 27 267 USD, на семью — 34 148 USD. Среднестатистический заработок мужчины был 28 580 USD против 16 219 USD для женщины. Доход на душу населения составлял 16 066 USD. Около 9,20 % семей и 13,80 % общего населения находились ниже черты бедности, в том числе — 18,80 % молодёжи (тех, кому ещё не исполнилось 18 лет) и 15,00 % тех, кому было уже больше 65 лет.